# Ворота Расёмон
Ворота Расёмон (яп. 羅生門) — рассказ японского писателя Рюноскэ Акутагавы, написанный им в 1915 году.

## Сюжет
Киото в упадке — в течение последних двух-трёх лет на столицу обрушивались различные бедствия: землетрясение, ураган, пожар, голод и мор. За порядком стало некому следить, на улицах появились воры и разбойники.
Некий слуга, оставшись без крова над головой, решает переждать дождь под воротами Расёмон. Его терзают мысли о том, как ему дальше жить: умереть от голода или пойти воровать. В башне ворот слуга видит горящий огонь и решает подняться туда.
Слуга входит в башню и видит бесчисленное количество вперемешку лежащих на полу трупов, а среди них — старуху, которая выдергивает волосы у мёртвой женщины. Впоследствии некоторых расспросов слуга выясняет, что волосы мёртвых нужны ей для создания париков. Старуха объясняет ему, что берёт волосы лишь для того, чтобы выжить, и что в её поступке нет ничего дурного. После её слов слуга решается зарабатывать себе на жизнь воровством. Зло усмехаясь тому, что ему тоже нужно не умереть с голоду, он силой отбирает у старухи кимоно и исчезает в ночи.